# 모하메드 마무드 울드 룰리
모하메드 마무드 울드 룰리(Mohamed Mahmoud Ould Louly, 1943년 1월 1일 ~ 2019년 3월 16일)는 1979년 6월 11일을 기하여 모리타니 육군 중령 예편한 모리타니의 군인 겸 정치인이다.

## 생애
1962년에 모리타니 육군 사관후보생 임관한 그는 1979년 6월 3일에서 1980년 1월 4일까지 모리타니 국가원수 권한대행 겸 군사평의회 의장 직위를 지냈다.